# ATP de Winston-Salem de 2013
O ATP de 'Winston-Salem de 2013' foi um torneio masculino disputado em quadras duras na cidade de Winston-Salem, nos Estados Unidos. Foi o último torneio do US Open Series, séries de torneios preparatórios para o US Open de 2013. 

## Distribuição de pontos
| Evento  | V   | F   | SF | QF | Terceira rodada | Segunda rodada | Primeira rodada | Q | Q3 | Q2 | Q1 |
| Simples | 250 | 150 | 90 | 45 | 20              | 10             | 0               | 5 | 3  | 0  | 0  |
| Duplas  | 250 | 150 | 90 | 45 | —               | —              | 0               | — | —  | —  | —  |

## Chave de simples

### Cabeças de chave
| País | Jogador             | Rank1 | Cabeça |
| ---- | ------------------- | ----- | ------ |
| CZE  | Tomáš Berdych       | 6     | 1      |
| ITA  | Andreas Seppi       | 21    | 2      |
| USA  | John Isner          | 22    | 3      |
| ESP  | Tommy Robredo       | 23    | 4      |
| FRA  | Benoît Paire        | 24    | 5      |
| USA  | Sam Querrey         | 28    | 6      |
| ESP  | Fernando Verdasco   | 31    | 7      |
| ARG  | Juan Mónaco         | 32    | 8      |
| AUT  | Jürgen Melzer       | 33    | 9      |
| UKR  | Alexandr Dolgopolov | 37    | 10     |
| FIN  | Jarkko Nieminen     | 39    | 11     |
| CZE  | Lukáš Rosol         | 43    | 12     |
| RUS  | Dmitry Tursunov     | 44    | 13     |
| SVK  | Martin Kližan       | 45    | 14     |
| FRA  | Gaël Monfils        | 49    | 15     |
| ESP  | Pablo Andújar       | 51    | 16     |

- 1 Rankings como em 12 de agosto de 2013

### Outros participantes
Os seguintes jogadores receberam convites para a chave de simples:
- Tomáš Berdych
- Romain Bogaerts
- Mardy Fish
- Fernando Verdasco

Os seguintes jogadores entraram na chave de simples através do qualificatório:
- Thiemo de Bakker
- David Goffin
- Steve Johnson
- Frederik Nielsen

### Desistências
Antes do torneio
- Tomáš Berdych (lesão no ombro direito)
- Carlos Berlocq
- Nikolay Davydenko
- Marcel Granollers
- Tommy Haas
- John Isner (lesão no quadril)
- Albert Ramos
- Viktor Troicki (suspensão por doping)
- Horacio Zeballos

Durante o torneio
- Thiemo de Bakker (lesão no dedão)
- Mardy Fish (indisposição)
- Gaël Monfils (lesão no quadril)
- Jack Sock (lesão na perna direita)

## Chave de duplas

### Cabeças de chave
| País | Jogador       | País | Jogador                | Rank1 | Cabeça |
| ---- | ------------- | ---- | ---------------------- | ----- | ------ |
| CAN  | Daniel Nestor | IND  | Leander Paes           | 28    | 1      |
| IND  | Rohan Bopanna | FRA  | Édouard Roger-Vasselin | 33    | 2      |
| ESP  | David Marrero | ESP  | Fernando Verdasco      | 40    | 3      |
| GBR  | Colin Fleming | GBR  | Jonathan Marray        | 55    | 4      |

- 1 Rankings como em 12 de agosto de 2013

### Outros participantes
As seguintes parcerias receberam convites para a chave de duplas:
- Eric Butorac  /  Frederik Nielsen
- James Cerretani  /  Robin Haase

A seguinte parceria entrou na chave de duplas como alternate:
- Jaroslav Levinský /  Lu Yen-hsun

### Desistências
Antes do torneio
- Édouard Roger-Vasselin (lesão no tornozelo)

## Campeões

### Simples
- Jürgen Melzer venceu  Gaël Monfils, 6–3, 2–1, ret.

### Duplas
- Daniel Nestor /  Leander Paes venceram  Treat Huey /  Dominic Inglot, 7-6(12-10), 7-5